# The Sixteen-Millimeter Shrine
The Sixteen-Millimeter Shrine - cu Ida Lupino în rol principal - este episodul 4 al serialului american Zona crepusculară. A fost difuzat inițial pe 23 octombrie 1959 pe canalul CBS. Titlul se referă la filmul în format de 16mm⁠(d).

## Prezentare

### Introducere
Portretul unei femei absorbită de imaginea sa. O vedetă dintr-un alt timp. O stea strălucitoare exclusă de pe firmament umbrită de trecerea timpului. Pentru Barbara Jean Trenton, universul ei este o sală de proiecție. Visele sale sunt realizate din celuloid. Barbara Jean Trenton, prăbușită și doborâtă la pământ de anii ce au trecut. Ea încearcă cu disperare să recâștige gloria de altădată.

### Intriga
Fostul star de cinema Barbara Jean Trenton (Ida Lupino) se izolează în sala sa privată de cinema, unde cugetă la vremurile de mult apuse prin intermediul filmelor sale turnate în anii 1930. În încercarea de a o scoate din propria lume, agentul său Danny Weiss (Martin Balsam) îi obține un rol într-un nou film. Totuși, Barbara și proprietarul studioului, Marty Sall (Ted de Corsia⁠(d)), nu au o relație tocmai bună; acesta este meschin, nesemnificativ și insensibil. I se oferă rolul unei mame în film, ar aceasta refuză. Uimit, Marty o insultă, îi spune că trăiește în trecut și că orice rol pe care îl primește, îl primește din milă. La auzul acestor vorbe, Barbara pleacă furioasă. După ce se întoarce acasă, o ceartă izbucnește între ea și agentul său când decide să nege realitate și să organizeze o petrecere pentru prietenii ei (toți fiind fie mutați, fie morți).
După conflict, Barbara, conform servitoarei sale (Alice Frost⁠(d)), a ales să rămână în sala de cinema zi și noapte. Danny o vizitează alături de fostul actor Jerry Herndon (Jerome Cowan⁠(d)), care și-a încheiat cariera de actor acum mulți ani și astăzi administrează un lanț de magazine. Aceasta este îngrozită de trăsăturile îmbătrânite ale fostului ei partener de platou și le ordonă ambilor să plece. După această vizită neplăcută, Barbara se întoarce în sala de cinema și rulează un film cu tânărul Jerry Herndon. Ea nu va accepta că contemporanul Jerry este cel adevărat și își dorește în repetate rânduri să i se alăture pe marele ecran; concomitent, ecranul devine treptat neclar.
Servitoarea Barbarei îi aduce o gustare, însă descoperă că sala este goală - și este îngrozită de ce vede pe ecran. Îl contactează pe Danny și, când sosește, îi spune că proprietara a dispărut din casă. Acesta intră în sala de cinema și rulează un film; acolo, Danny observă holul principal al casei plin cu staruri de cinema care sunt întâmpinate de Barbara și invitați să i se alăture la piscină. În timp ce se îndepărtează în fundal cu Jerry, Danny încearcă să o cheme înapoi în 1959, în realitate. Aceasta răspunde printr-un sărut⁠(d), își aruncă eșarfa spre camera de filmat și dispare. Filmul se încheie. În holul din fața intrării, Danny găsește eșarfa Barbarei. „Pentru dorințe, Barbie” spune acesta cu tristețe. „Pentru cele care se adeveresc”.

### Concluzie
Pentru visele care devin realitate, pentru forța mistică a ființei umane capabilă să ia un vis și să-i dea propria lui dimensiune pentru Barbara Jean Trenton, regina cinematografului dintr-o altă epocă care a transformat mormântul unui ecran gol într-o lume a ei. Acest lucru se poate întâmpla doar în Zona Crepusculară.

## Detalii
Episodul are elemente comune cu filmul lui Billy Wilder din 1950 - Bulevardul amurgului - cu Gloria Swanson în rol principal. Compozitorul și dirijorul Franz Waxman a fost implicat în ambele proiecte. Mitchell Leisen a supervizat scenariile lui Billy Wider la compania Paramount în anii 1930. De asemenea, episodul evocă filmul The Star⁠(d) (1952) cu Bette Davis.
Ulterior, Ida Lupino a regizat episodul „The Masks din sezonul cinci. Aceasta a fost singura femeie care a regizat un episod în cadrul serialului.
Martin Balsam a apărut în episodul „The New Exhibit⁠(d)” din sezonul patru. În perioada dintre cele două episoade, Balsam a apărut în trei filme emblematice pentru epoca cinematografică: Psycho, Mic dejun la Tiffany și Promontoriul groazei.